# Upper Liard
Upper Liard är ett samhälle i Kanada.   Det ligger i territoriet Yukon, i den centrala delen av landet, 3 800 km väster om huvudstaden Ottawa. Upper Liard ligger 608 meter över havet och antalet invånare är 642.
Terrängen runt Upper Liard är huvudsakligen platt. Upper Liard ligger nere i en dal. Trakten runt Upper Liard är nära nog obefolkad, med mindre än två invånare per kvadratkilometer.. Närmaste större samhälle är Watson Lake, 11,0 km öster om Upper Liard. 
I omgivningarna runt Upper Liard växer i huvudsak barrskog.